# Matilda Heming
Matilda Heming, de soltera Lowry (Londres,Inglaterra 1796-Londres, Inglaterra, 1855) fue una pintora de acuarela británica.

## Biografía
Heming fue una pintora, especialmente conocida por sus retratos en acuarela. Su cuadro Backwater, Weymouth  fue incluido en el libro de 1905 Women Painters of the World. Retrató a importantes personajes de su época como al utópico Robert Owen y la matemática Mary Somerville,retrato que se encuentra actualmente en la  colección del Museo Británico, junto con algunos paisajes. El grabador Joseph Wilson Lowry era su medio hermano menor. 

## Referencias

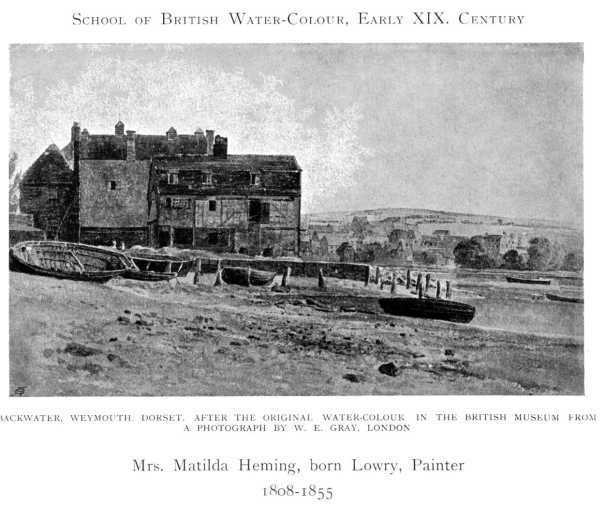
Backwater, Weymouth, Dorset